# Pedro Pallares
Pedro Pallares (* 19. Jahrhundert) war ein uruguayischer Politiker.
Pallares saß in der 16. und 17. Legislaturperiode als Abgeordneter für das Departamento Durazno vom 15. Februar 1888 bis zum 14. Februar 1894 in der Cámara de Representantes.

## Zeitraum seiner Parlamentszugehörigkeit
- 15. Februar 1888 – 14. Februar 1891 (Cámara de Representantes, 16. LP)
- 15. Februar 1891 – 14. Februar 1894 (Cámara de Representantes, 17. LP)